# Collaborations
Collaborations é a terceira compilação da cantora Sinéad O'Connor, lançada a 21 de Junho de 2005.
O disco contém faixas em colaboração com diversos artistas de diversos géneros.
| Críticas profissionais                                                      | Críticas profissionais |
| Avaliações da crítica                                                       | Avaliações da crítica  |
| Fonte                                                                       | Avaliação              |
| --------------------------------------------------------------------------- | ---------------------- |
| allmusic                                                                    | [ 2 ]                  |
| Robert Christgau                                                            | (sem nota)             |
| Esta tabela precisa de ser acompanhada por texto em prosa. Consulte o guia. |                        |

## Faixas
1. "Special Cases" (com Massive Attack) – 3:48
2. "1000 Mirrors" (com Asian Dub Foundation) – 4:54
3. "Empire" (com Bomb the Bass) – 5:50
4. "Guide Me God" (com Ghostland) – 3:31
5. "Visions of You" (com Jah Wobble's Invaders of the Heart) – 4:21
6. "Release" (com Afro Celt Sound System) – 4:14
7. "Wake Up and Make Love with Me" (com Blockheads) – 4:58
8. "Kingdom of Rain" (com The The) – 5:51
9. "I'm Not Your Baby" (com U2) – 5:50
10. "Tears from the Moon" (com Conjure One) – 4:18
11. "Blood of Eden" (com Peter Gabriel) – 5:05
12. "Harbour" (com Moby) – 6:25
13. "Up in Arms" (com Aslan) – 3:40
14. "It's All Good" (com Damien Dempsey) – 4:23
15. "Heroine" (com The Edge) – 4:25
16. "Monkey in Winter" (com The Colourfield) – 5:01
17. "All Kinds of Everything" (com Terry Hall) – 2:44